# 長谷徳人
長谷 徳人（はせ のりひと、1993年3月25日 - ）は、日本の男性声優。東京都出身。81プロデュース所属。

## 略歴
中学時代にあるゲームをプレイしていた時に、「サウンドモード」の存在に気づいたという。興味本位で開いていたところ、ゲーム中の音楽のほかにキャラクターボイスのデータも入っており、ボタンを押すと色々なバリエーションのボイスが聞けて「これはすごいな」と感じていたという。その後、エンドロールを見ていたところ、キャラクター名の横にキャスト名があり、職業としての声優を知ったという。声優を目指そうと思ったのはもう少し後だったが、興味を持ったのはこの体験のおかげである。
2013年、第7回81オーディション優秀賞・エクシング賞受賞。
2014年3月までは日本ナレーション演技研究所に在籍。同年4月に81ACTOR'S STUDIOに入所。養成所2015年3月に卒業。経て2015年4月付けで81プロデュースJr.所属となる。
2022年4月28日YouTube 『長谷徳人のNORITUBE！』開設。
2023年2月14日Twitch 『長谷徳人（norihitohase）』開設。
2024年3月25日Twitch  『長谷徳人（norihitohase）』にて「誕生日＆Vお披露目配信」。Vtuber姿を披露したと、同時にYouTubeの過去動画を全て削除して再スタートする
2025年1月18日YouTubeにてVtuberとして初めて「歌ってみた」動画をあげる

## 人物
趣味・特技はサイクリング、カードゲーム、バドミントン。
兄と弟がいる。

## 出演

### テレビアニメ
2015年
- プリパラ（客）
- 終物語（クラスメイト）
- 探偵チームKZ事件ノート（男子生徒）

2016年
- カードファイト!! ヴァンガードG（参加者3、男子生徒、研究員D） - 2シリーズ
- ハンドレッド（生徒）
- 腐男子高校生活（戸崎レイジ）
- パズドラクロス（若者）
- ろんぐらいだぁす!（客）

2017年
- Spiritpact（2017年 - 2018年、丘） - 2シリーズ
- 笑ゥせぇるすまんNEW（男性社員、同僚、若者、固定ファン、チャット民）
- トミカハイパーレスキュー ドライブヘッド 機動救急警察（作業員、男A、スタッフ、職員A、整備士 他）
- ゼロから始める魔法の書（衛兵）
- リトルウィッチアカデミア（生徒）
- 遊☆戯☆王VRAINS（2017年 - 2019年、プログラマー、男1、男性デュエリスト、オペレーター、ハノイの騎士 他）
- かみさまみならい ヒミツのここたま（男性、係員）
- アトム ザ・ビギニング（客D）
- ベイブレードバースト ゴッド（ホセ）
- アイドルタイムプリパラ（愛・SARE・輝）

2018年
- キラッとプリ☆チャン（2018年 - 2019年、ミュージシャン、カーリー、サラリーマン、モニター音声、スタイリスト）
- ゾイドワイルド（Zボーイズ）
- RErideD-刻越えのデリダ-（ニュースアナウンサー、男、刑事）

2019年
- キラキラハッピー★ ひらけ!ここたま（マネージャー、青年）
- KING OF PRISM -Shiny Seven Stars-（鶯谷モンド）
- MIX（2019年 - 2023年、山路、光山） - 2シリーズ
- 通常攻撃が全体攻撃で二回攻撃のお母さんは好きですか?（イス青年B）
- カードファイト!! ヴァンガード（不良）
- ゾイドワイルド ZERO（整備兵）
- Fate/Grand Order -絶対魔獣戦線バビロニア-（ガルラ霊）
- ファンタシースターオンライン2 エピソード・オラクル（男性）

2020年
- とある科学の超電磁砲T（等々力、研究員）
- 22/7（審査員）
- SHOW BY ROCK!! ましゅまいれっしゅ!!（オーナー、観客）
- あひるの空（1年7組生徒）
- ハクション大魔王2020（スタッフ）
- ツキウタ。 THE ANIMATION2（スタッフ2）

2021年
- 古見さんは、コミュ症です。（2021年 - 2022年、男子生徒2、しーちゃん、世紀末年男、男子生徒、射的屋の店主 他） - 2シリーズ
- メガトン級ムサシ（2021年 - 2022年、伊伏隊隊員、甲斐剛、エージェント、オペレーター） - 2シリーズ
- プラオレ!〜PRIDE OF ORANGE〜（レフェリー）
- カードファイト!! ヴァンガード overDress（少年の声）

2022年
- 薔薇王の葬列（兵士）
- 86-エイティシックス-（男性）
- 群青のファンファーレ（海水浴客、調教助手、厩務員）
- うたわれるもの 二人の白皇（民、シャッホロ兵）
- 弱虫ペダル LIMIT BREAK（選手）

2023年
- 女神のカフェテラス（業者A）
- ニンジャラ（キャロット）
- オーバーテイク!（フォトスタジオスタッフ）
- アイドルマスター ミリオンライブ！（男性スタッフ）

2024年
- BEYBLADE X（客、ブレーダー）
- 2.5次元の誘惑（スポンサー担当B）
- メカウデ（飯塚、ARMS捜査員、ARMS隊員C）
- ダンジョンに出会いを求めるのは間違っているだろうかV 豊穣の女神篇（露天商ゴードン、通行人）
- 歴史に残る悪女になるぞ（ジョンソン・ニール）

2025年
- 宇宙人ムームー（ギター研、男子学生、園子のとりまき、男性、タレント 他）
- 日々は過ぎれど飯うまし（築地の人々）
- ニャイト・オブ・ザ・リビングキャット（隊員）

### 劇場アニメ
- KING OF PRISM by PrettyRhythm（2016年、アイドルC[2]）
- KING OF PRISMシリーズ（2017年 - 2024年、鶯谷モンド） - 3作品[一覧 6]
- 映画 ドライブヘッド〜トミカハイパーレスキュー 機動救急警察〜（2018年、作業員）
- LAIDBACKERS-レイドバッカーズ-（2019年）
- 冴えない彼女の育てかた Fine（2019年、焼肉屋客）
- 映画 えんとつ町のプペル（2020年、えんとつ掃除屋）

### OVA
- 12歳。〜Boy friend〜（2015年、男性教師[33][34]） - 2作品 / 『ちゃお』2015年8月号付録

### Webアニメ
- ベイブレードバースト ガチ（2019年、ブンゴ）
- ベイブレードバースト ダイナマイトバトル（2021年 - 2022年、ロミオ）
- Duel Masters LOST 〜追憶の水晶〜（2024年、黒田）

### ゲーム
2016年
- クロノスブレイド（ガブリエル、ランスロット、ダイン）
- 新約 アルカナスレイヤー
- ソウルリバース ゼロ（ヘンリー・パーシー、ガレス、李典、ラヴェイン）
- ナイトスリンガー

2017年
- グランドサマナーズ（覇弓騎凰ケオネス）
- キャプテン翼 〜たたかえドリームチーム〜（小田和正）
- 地球防衛軍5（兵士、民間人）

2018年
- グランブルーファンタジー（エルーンの子）
- 夜明けのベルガント（ソウジロウ、アクセル・クロフォード）

2019年
- Readyyy!（錦戸佐門）

2020年
- ダンキラ!!! - Boys, be DANCING! -（毒島六十六）
- ツイステッドワンダーランド（オクタヴィネル寮　寮生）

2021年
- メガトン級ムサシ
- 妖怪三国志 国盗りウォーズ（太公望）

2022年
- モンスターストライク（キェルケゴール）
- Destruction AllStars〔デストラクション・オールスターズ〕（ザンダー）
- コードギアス 反逆のルルーシュ ロストストーリーズ

2023年
- 原神（クラペ、うみかげ、ナディア部下）

2024年
- ファイナルファンタジーVII リバース
- 原神（シーリー）
- 鳴潮（）

### ドラマCD
- ヲタクに恋は難しい（2016年、男子社員） - コミックス第3巻アニメイト限定版
- QUELL vol.2「I saw a rainbow」（2017年、スタッフ・看護師）
- ウマ娘 プリティーダービーSTARTING GATE 06（2017年、ファンの男Ａ）
- ヒプノシスマイク Bad Ass Temple Funky Soundsドラマパート（2019年、法律事務所男性）

### BLCD
- ネオンサイン・アンバー（2017年、同級生A[51]）
- リア充の俺が、陰キャラの下僕になった話する？（2017年、神崎竜司[52]）
- 愛しのXLサイズ（2019年、学生[53]）
- ハッピー・オブ・ジ・エンド （2021年、カメラ店の店員[54]）
- 繋いだ恋の叶え方（2021年、新入社員[55]）

### オーディオブック
- らじどらッ！〜夜のドラマハウス〜 #6「現地集合」（2015年、朗読[56]）
- 声優100年 声優を目指す君たちへ（2016年、朗読 ）
- とある飛空士への追憶（2019年、狩乃シャルル 他）
- 七星のスバル（2020年、天羽陽翔）
- 撃戦魔法士（2020年、早乙女刃虎[57]）
- 夏の終わりとリセット彼女（2021年、朗読＋峰康[58]）
- とある飛空士への夜想曲 下巻（2021年、海猫 他）
- 前略、殺し屋カフェで働くことになりました。1、2（2022年、2024年朗読、高柳迅太[59] [60]）
- 明日はもっといい日になる（2022年、朗読[61]）
- とある飛空士への恋歌 2 - 5（2022年、ベンジャミン・シェリフほか） [62]）
- 灼熱の小早川さん（2022年、篠山智弘ほか [63]）
- 現実でラブコメできないとだれが決めた? 1-6（2022年-2024年、常葉英治 他[64]）
- 俺が生きる意味 1（2023年、日本斗和[65]）
- 運命を変える「石」の処方箋（2023年、朗読[66]）
- 元将軍のアンデッドナイト２（2025年、ユノス　他[67]）

### 吹き替え

#### 映画
- 僕と君の片想い（2016年、スパロウ）

#### アニメ
- きかんしゃトーマス（ミュージシャン）
- きかんしゃトーマス おいでよ!未来の発明ショー!（ホリフィールド教授）
- ユーフーしゅつどう!（2019年、ボル）
- やんちゃなポニー（2020年、ヘストン）
- M.O.D.O.K.（モードック）　（2021年、ルー）[68]）
- きかんしゃトーマス オールスター☆パレード（2022年、ケンジ）
- バットウィール（2023年、プランク）
- アイドルプリンセス★ロリロック （2024年）

### デジタルコミック
- 「残念男子。」（2016年、先生、後輩[69]）
- つだみきよ「白金紳士倶楽部」（2017年、ナレーション／水科壱郎[70]）
- メロと恋の魔法（2019年、先生[71]）
- キミと結婚なんかしない!（2021年、神楽坂雫[72]）
- 青のアイリス（2021年、謎の男[73]）
- 三日月まおは♂♀をえらべない（2022年、寮長[74]）

### ラジオ
※はインターネット配信。
- Readyyy! Ohhh!（2019年、音泉※）

### テレビ番組
- Rの法則（2014年）
- ウチの夏フェス2015 声優バラエティ祭（2015年、AT-X）[75]
- 世界中のカメラが捉えた衝撃的瞬間TOP40（2025年、ボイスオーバー　テレビ東京[76]）

### 朗読劇
- 朗読劇 シルエクト vol.3 - 空々しくて、白々しい。 （2023年1月14・15日）

### 舞台
- 「GET OUT STREET~トゥーウェイストリート」（2013年7月11〜14日[77]）

### ナレーション
- M-ON! presents Wataru Hatano "Online" Live 2020 -ReIntro- 放送記念特番」

### その他コンテンツ
- 横浜街歩きナゾトキRPG「ミライ物語-封印の呪文と5人の賢者-」（2017年 、毛瀬[78]）
- 酒男子チャンネル（2021年 - 2023年、ソウビ[79]）

## ディスコグラフィ

### キャラクターソング
| 発売日         | 商品名                                               | 歌 | 楽曲                                                        | 備考                                                                    |
| -------------- | ---------------------------------------------------- | --- | ----------------------------------------------------------- | ----------------------------------------------------------------------- |
| 2017年9月27日  | 劇場版KING OF PRISM -PRIDE the HERO- Song&Soundtrack | The シャッフル | 「恋のロイヤルストレートフラッシュ」                        | 劇場アニメ『KING OF PRISM -PRIDE the HERO-』挿入歌                      |
| 2018年4月14日  | Readyyy! Project                                     | SP!CA | 「Special Nu World」                                        | ゲーム『Readyyy!』関連曲                                                |
| 2018年6月3日   | Readyyy! Project 第2弾                               | SP!CA | 「SP!CA 〜Blue Light Stars〜」                              | ゲーム『Readyyy!』関連曲                                                |
| 2018年9月22日  | Readyyy! Project 第3弾                               | SP!CA | 「MY BEST FRIENDS」                                         | ゲーム『Readyyy!』関連曲                                                |
| 2019年3月27日  | Readyyy! Selections                                  | SP!CA、摩天ロケット、Just 4U、RayGlanZ、La-Veritta                                                                                               | 「Special Medley」                                          | ゲーム『Readyyy!』関連曲                                                |
| 2019年8月17日  | Readyyy! 第4弾                                       | SP!CA | 「Running to the top」 「nineteen! feat.SP!CA -short ver-」 | ゲーム『Readyyy!』関連曲                                                |
| 2019年10月9日  | KING OF PRISM -Shiny Seven Stars- Song&Soundtrack    | The シャッフル | 「ファイブカードは突然に…」                                 | テレビアニメ『KING OF PRISM -Shiny Seven Stars-』挿入歌                 |
| 2020年3月25日  | LOVEグラフィティ                                     | KING OF PRISM ALL STARS | 「ドラマチックLOVE -ALLSTARS THANKS ver.-」                 | 劇場アニメ『KING OF PRISM ALL STARS -プリズムショー☆ベストテン-』関連曲 |
| 2021年12月22日 | Readyyy! 第5弾                                       | SP!CA | 「恋してLADY」                                              | ゲーム『Readyyy!』関連曲                                                |
| 2021年12月22日 | RE:motion ~この一瞬を、何度でも~                     | SP!CA、摩天ロケット、Just 4U、RayGlanZ、La-Veritta                                                                                               | 「 RE:motion ~この一瞬を、何度でも~」                       | ゲーム『Readyyy!』関連曲                                                |
| 2022年6月22日  | Readyyy! T.O.P Idol SHOW!! EP                        | Team Flame (上條雅楽（榊原優希）, 折笠凛久（美藤大樹）, 碓井千紘（小野将夢）, 宗像十夜（近衛秀馬）, 久瀬光希（住谷哲栄） , 錦戸佐門（長谷徳人）) | 「Mr. LaseR」                                               | ゲーム『Readyyy!』関連曲                                                |
| 2023年7月30日  | Are you Readyyy？                                    | SP!CA、摩天ロケット、Just 4U、RayGlanZ、La-Veritta                                                                                               | 「Are you Readyyy？」                                       | ゲーム『Readyyy!』関連曲                                                |

### その他参加作品
| 発売日         | 商品名                                                             | 歌                | 楽曲                                                                           | 備考                                    |
| -------------- | ------------------------------------------------------------------ | ----------------- | ------------------------------------------------------------------------------ | --------------------------------------- |
| 2015年12月25日 | Dance with Devils ミュージカルコレクション「Dance with Destinies」 | Grimoire ensemble | 「闇の花嫁」 「夜は明けない」 「闇の花嫁（Reprise）」 「闇の花嫁（Overture）」 | テレビアニメ『Dance with Devils』挿入歌 |

## ライブ・イベント

### 合同ライブ
| 出演日             | タイトル                                                                               | 会場                           |
| ------------------ | -------------------------------------------------------------------------------------- | ------------------------------ |
| 2017年10月21日     | KING OF PRISM SUPER LIVE MUSIC READY SPARKING!                                         | 幕張メッセ（東京都）           |
| 2018年2月14日      | 『Readyyy!』プロジェクト2月14日制作発表vol.1                                           | 六本木ニコファーレ（東京都）   |
| 2018年3月14日      | 『Readyyy!』プロジェクト3月14日制作発表Vol.2                                           | 六本木ニコファーレ（東京都）   |
| 2018年4月14日      | 【セガフェス2018】『Readyyy!』ゴー☆ルドステージ Vol.0 〜僕ら、本格始動します！〜       | ベルサール秋葉原（東京都）     |
| 2018年4月28日      | 『Readyyy!』ゴー☆ルドステージ Vol.1 〜僕ら、明日に向かって歌います！〜                 | 原宿クエストホール（東京都）   |
| 2018年5月13日      | 『Readyyy!』ゴー☆ルドステージ Vol.2 〜僕ら、晴れやかにおもてなしします！〜             | よみうりホール（東京都）       |
| 2018年6月3日       | 『Readyyy!』ゴー☆ルドステージ Vol.3 〜僕ら、雨ニモマケズおもてなしします！〜           | よみうりホール（東京都）       |
| 2018年7月16日      | 『Readyyy!』ゴー☆ルドステージ Vol.4 〜僕ら、夏の太陽より熱くおもてなしします！〜       | よみうりホール（東京都）       |
| 2018年7月21日      | 『Readyyy!』ゴー☆ルドステージ Vol.4.5 〜僕ら、池袋で2日間おもてなしします！〜          | セガ池袋GiGO 7F（東京都）      |
| 2018年8月26日      | 『Readyyy!』ゴー☆ルドステージ Vol.5 〜僕ら、夜空の花火よりも盛大におもてなしします！〜 | よみうりホール（東京都）       |
| 2019年5月11日      | Readyyy! Happyyy! Partyyy! 2019                                                        | 日本消防会館（東京都）         |
| 2019年8月14日      | ディアプロ夏祭り〜OTODAMA de ソイヤ！〜                                                | OTODAMA SEA STUDIO（神奈川県） |
| 2019年8月14日      | ディアプロ夏祭り〜OTODAMA de ソイヤ！〜                                                | OTODAMA SEA STUDIO（神奈川県） |
| 2021年3月13日,14日 | Readyyy! 3rd anniversary Live “LINK THE MOMENT”                                        | Yokohama 1000 CLUB（神奈川県） |
| 2022年2月13日      | Readyyy! 4th Anniversary Live "Twinkle of Protostars"                                  | 豊洲ピット（東京都）           |

### イベント
| 出演日         | タイトル                                    | 会場                   |
| -------------- | ------------------------------------------- | ---------------------- |
| 2017年10月28日 | 『～声瞬～紅と影法師 produce by motokichi』 | 81LIVE SALON（東京都） |
| 2019年9月14日  | ふくおラボ Vol.3                            | 81LIVE SALON（東京都） |
| 2019年9月28日  | Next Stars Circle vol.002                   | レソラNTT（福岡県）    |

### シリーズ一覧
1. ↑  第2期『ギアースクライシス編』（2016年）、第3期『ストライドゲート編』（2016年）
2. ↑  第1期（2017年）[19]、第2期『-黄泉の契り-』（2018年）
3. ↑  1ST SEASON（2019年）、2ND SEASON『MIX MEISEI STORY 2ND SEASON 〜二度目の夏、空の向こうへ〜』（2023年）
4. ↑  第1期（2021年）、第2期（2022年）
5. ↑  シーズン1（2021年）、シーズン2（2022年）
6. ↑  『KING OF PRISM -PRIDE the HERO-』（2017年）、『KING OF PRISM ALL STARS -プリズムショー☆ベストテン-』（2020年）、『KING OF PRISM -Dramatic PRISM.1-』（2024年）

### ユニットメンバー
1. ↑  高田馬場ジョージGS（小林竜之）、五反田ココロ（浦田わたる）、御徒町ツルギ（橋本晃太朗）、鶯谷モンド（長谷徳人）、神田ミツバ（江田拓寛）
2. 1 2 3 4 5 6  久瀬光希（住谷哲栄）、錦戸佐門（長谷徳人）、五十嵐比呂（小宮逸人）、紺野梓（遠藤淳）、胡桃沢タクミ（観世智顕）
3. 1 2 3  藤原蒼志（澤田龍一）、伊勢谷全（大町知広）、真田淳之介（服部想之介）、高千穂亜樹（梅田修一朗）
4. 1 2 3  明石達真（黒木陽人）、柳川彗（古田一晟）、綾崎小麦（安田駿）、折笠凛久（美藤大樹）
5. 1 2 3  宗像十夜（近衛秀馬）、碓井千紘（小野将夢）、香坂安吾（三浦勝之）
6. 1 2 3  上條雅楽（榊原優希）、清水弦心（田中文哉）
7. ↑  池袋エィス（小林竜之）、五反田ココロ（浦田わたる）、御徒町ツルギ（橋本晃太朗）、鶯谷モンド（長谷徳人）、神田ミツバ（江田拓寛）
8. ↑  柿原徹也、前野智昭、増田俊樹、寺島惇太、斉藤壮馬、八代拓、畠中祐、永塚拓馬、五十嵐雅、内田雄馬、蒼井翔太、武内駿輔、小林竜之、浦田わたる、橋本晃太朗、長谷徳人、江田拓寛
9. ↑  伊東健人、中島ヨシキ、長谷徳人、武内駿輔